# Paul Panzer
Paul Panzer, nome alternativo Paul W. Panzer o Paul Wolfgang Panzerbeiter, (Würzburg, 3 novembre 1872 – Hollywood, 16 agosto 1958), è stato un attore tedesco naturalizzato statunitense.
Nel corso della sua carriera di caratterista, durata fino al 1952, partecipò a 360 film.

## Biografia
Nato in Baviera nel 1872, emigrò negli Stati Uniti divenendo poi cittadino statunitense. Il suo primo film, lo girò nel 1905 negli Stati Uniti per la Edison Manufacturing Company. Attore teatrale, gran parte dei suoi primi film furono diretti da J. Stuart Blackton: molti erano trasposizioni di tragedie shakespeariane ridotte per lo schermo in versione cortometraggio. Aveva debuttato con Stolen by Gypsies, un cortometraggio firmato da Wallace McCutcheon che aveva come direttore della fotografia Edwin S. Porter.
Nel 1912 Panzer firmò la sua unica regia, The Life of Buffalo Bill, film biografico in tre rulli sul famoso William F. Cody che partecipò egli stesso al film (Buffalo Bill sarebbe morto cinque anni più tardi, nel 1917, a 71 anni). Al film, prese parte anche Pearl White, celebre eroina di serial cinematografici con la quale Panzer avrebbe girato nel 1914 The Perils of Pauline.

## Vita privata
Era sposato con l'attrice Josephine Atkinson con la quale girò un solo film, Romeo and Juliet del 1908. Dal matrimonio nacquero due figli. La moglie morì il 6 gennaio 1954, mentre lui si spense cinque anni dopo, nel novembre del 1958.

## Filmografia
Secondo IMDb, la filmografia è completa. Quando non appare il nome del regista, è perché questo non appare neanche nei credit del film

### Attore

#### 1905
- Stolen by Gypsies, regia di Wallace McCutcheon – cortometraggio (1905)
- Escape from Sing Sing – cortometraggio (1905)
- A Gentleman of France, regia di J. Stuart Blackton – cortometraggio (1905)

#### 1906
- Getting Evidence, regia di Edwin S. Porter e Wallace McCutcheon – cortometraggio (1906)
- And the Villain Still Pursued Her; or, The Author's Dream, regia di J. Stuart Blackton – cortometraggio (1906)

#### 1907
- The Haunted Hotel, regia di J. Stuart Blackton – cortometraggio (1907)

#### 1908
- The Thieving Hand, regia di J. Stuart Blackton – cortometraggio (1908)
- Francesca da Rimini; or, The Two Brothers, regia di J. Stuart Blackton – cortometraggio (1908)
- Othello, regia di William V. Ranous – cortometraggio (1908)
- Macbeth, regia di J. Stuart Blackton – cortometraggio (1908)
- Romeo and Juliet, regia di J. Stuart Blackton – cortometraggio (1908)
- The Press Gang; or, A Romance in the Time of King George III, regia di J. Stuart Blackton – cortometraggio (1908)
- Richard III, regia di J. Stuart Blackton – cortometraggio (1908)
- Antony and Cleopatra, regia di J. Stuart Blackton – cortometraggio (1908)
- Julius Caesar, regia di J. Stuart Blackton e William V. Ranous – cortometraggio (1908)
- The Merchant of Venice, regia di J. Stuart Blackton – cortometraggio (1908)

#### 1909
- Principessa Nicotina, regia di J. Stuart Blackton (non accreditato) – cortometraggio (1909)
- An Alpine Echo o An Alpine Echo; or, The Symphony of a Swiss Music Box – cortometraggio (1909)
- Launcelot and Elaine, regia di Charles Kent – cortometraggio (1909)

#### 1910
- A Gambler's End, regia di Theodore Wharton – cortometraggio (1910)
- The New Magdalene, regia di Joseph A. Golden – cortometraggio (1910)
- The Maid of Niagara, regia di Theodore Wharton – cortometraggio (non confermato) (1910)
- Sunshine in Poverty Row – cortometraggio (1910)

#### 1911
- Monte Cristo – cortometraggio (1911)
- Lucia's Broken Romance – cortometraggio (1911)
- All for Money – cortometraggio (1911)
- Billy's Marriage, regia di George LeSoir – cortometraggio (1911)
- A Daughter of the South – cortometraggio (1911)
- A Tragedy at Sea – cortometraggio (1911)
- A Convict's Heart – cortometraggio (1911)
- Crazy Dope – cortometraggio (1911)
- Revolution in a Bachelors' Club
- Love Molds Labor, regia di Joseph A. Golden – cortometraggio (1911)
- A Pinch of Snuff, regia di George LeSoir – cortometraggio (1911)
- The Fatal Posing – cortometraggio (1911)
- Actors' Hearts – cortometraggio (1911)
- The Doll, regia di Joseph A. Golden – cortometraggio (1911)

#### 1912
- Sins of the Father – cortometraggio (1912)
- The Life of Buffalo Bill, regia di Paul Panzer – cortometraggio (1912)
- The Parachute Maker – cortometraggio (1912)
- Sing Lee and the Bad Man – cortometraggio (1912)
- The Lure of the Footlights – cortometraggio (1912)
- A Stern Destiny – cortometraggio (1912)
- A Nation's Peril, regia di Joseph A. Golden – cortometraggio (1912)
- Where Jealousy Leads – cortometraggio (1912)
- On the Brink of the Chasm – cortometraggio (1912)
- A Brave Little Indian – cortometraggio (1912)
- The Arrowmaker's Daughter, regia di Joseph A. Golden – cortometraggio (1912)
- The Live Wire – cortometraggio (1912)
- The Desperado – cortometraggio (1912)
- The Sheriff's Brother – cortometraggio (1912)
- The Spendthrift's Reform – cortometraggio (1912)

#### 1913
- The Cowboy and the Baby – cortometraggio (1913)
- Hubby's Polly – cortometraggio (1913)
- A White Rose – cortometraggio (1913)
- The Peace Council – cortometraggio (1913)
- The Prodigal Brother – cortometraggio (1913)
- Maggie Tries Society Life – cortometraggio (1913)
- The Cheapest Way – cortometraggio (1913)
- Innocence, regia di Fred E. Wright – cortometraggio (1913)
- In the Days of War – cortometraggio (1913)
- The Italian Bride, regia di Fred E. Wright – cortometraggio (1913)
- The Wrong Road to Happiness – cortometraggio (1913)
- The Crooked Bankers, regia di Fred E. Wright – cortometraggio (1913)
- Puttin' It Over on Papa, regia di Fred E. Wright – cortometraggio (1913)
- Get-Rich-Quick Billington – cortometraggio (1913)
- The Governor's Double, regia di Fred E. Wright – cortometraggio (1913)
- Hannigan's Harem – cortometraggio (1913)
- Mrs. Morton's Birthday – cortometraggio (1913)
- A Phony Alarm – cortometraggio (1913)
- The Fire Bride – cortometraggio (1913)

#### 1914
- In the Mesh of Her Hair, regia di Oscar Apfel – cortometraggio (1914)
- The Winning Hand – cortometraggio (1914)
- The Perils of Pauline, regia di Louis J. Gasnier e Donald MacKenzie - serial (1914)
- The Last Volunteer, regia di Oscar Apfel (1914)
- I misteri di New York (The Exploits of Elaine), regia di Louis J. Gasnier, George B. Seitz, Leopold Wharton - serial (non confermato) (1914)

#### 1915
- The Bribe, regia di Lucius Henderson – cortometraggio (1915)
- The Taming of Mary, regia di Lucius Henderson – cortometraggio (1915)
- Under Southern Skies, regia di Lucius Henderson (1915)
- The Spender, regia di Donald MacKenzie (1915)
- The Woman Who Lied, regia di Lucius Henderson – cortometraggio (1915)
- Li'l Nor'wester, regia di Lucius Henderson – cortometraggio (1915)
- The Tale of the 'C', regia di Lucius Henderson – cortometraggio (1915)

#### 1916
- The Heart of a Mermaid, regia di Lucius Henderson – cortometraggio (1916)
- A Sea Mystery, regia di Lucius Henderson – cortometraggio (1916)
- The Trail of the Wild Wolf, regia di Robert F. Hill – cortometraggio (1916)
- Sunlight and Shadows, regia di Brinsley Shaw – cortometraggio (1916)
- Autumn, regia di O.A.C. Lund (1916)
- Scorched Wings, regia di Brinsley Shaw – cortometraggio (1916)
- Elusive Isabel, regia di Stuart Paton (1916)
- Behind the Secret Panel, regia di George Ridgwell – cortometraggio (1916)
- Broken Fetters, regia di Rex Ingram (1916)
- The Little Grey Mouse, regia di Winthrop Kelley – cortometraggio (1916)
- The Highway of Fate, regia di Robert F. Hill – cortometraggio (1916)
- The Girl Who Didn't Tell, regia di Robert F. Hill – cortometraggio (1916)
- Cheaters, regia di Lucius Henderson – cortometraggio (1916)
- Lucile the Waitress, regia di William Bailey – cortometraggio (1916)

#### 1917
- Jimmy Dale Alias the Grey Seal, regia di Harry McRae Webster – cortometraggio (1917)
- Signs of Trouble, regia di William Bailey – cortometraggio (1917)
- One Bride Too Many, regia di Matt Moore – cortometraggio (1917)

#### 1918
- La casa dell'odio (The House of Hate), regia di George B. Seitz (1918)
- The Unchastened Woman, regia di William Humphrey (1918)
- The Woman the Germans Shot, regia di John G. Adolfi (1918)
- The Mysterious Mr. Browning, regia di Sidney M. Goldin (1918)

#### 1919
- Il cavaliere mascherato (The Masked Rider), regia di Aubrey M. Kennedy (1919)
- Who's Your Brother?, regia di John G. Adolfi (1919)

#### 1920
- The Mystery Mind, regia di Will S. Davis e Fred Sittenham (1920)

#### 1922
- The Bootleggers, regia di Roy Sheldon (1922)
- When Knighthood Was in Flower, regia di Robert G. Vignola (1922)
- The Mohican's Daughter, regia di Sam Taylor e Stanner E.V. Taylor (1922)

#### 1923
- Mighty Lak' a Rose, regia di Edwin Carewe (1923)
- Jacqueline, or Blazing Barriers, regia di Dell Henderson (1923)
- I nemici delle donne (Enemies of Women), regia di Alan Crosland (1923)
- Unseeing Eyes, regia di Edward H. Griffith (1923)
- Under the Red Robe, regia di Alan Crosland (1923)
- Big Brother, regia di Allan Dwan (1923)

#### 1924
- Week End Husbands, regia di Edward H. Griffith (1924)
- A Son of the Sahara, regia di Edwin Carewe (1924)
- Wages of Virtue, regia di Allan Dwan (1924)

#### 1925
- Troppi baci (Too Many Kisses), regia di Paul Sloane (1925)
- The Mad Marriage, regia di Frank P. Donovan (1925)
- The Shock Punch, regia di Paul Sloane (1925)
- The Fool, regia di Harry F. Millarde (1925)
- Greater Than a Crown, regia di Roy William Neill (1925)
- Thunder Mountain, regia di Victor Schertzinger (1925)
- East Lynne, regia di Emmett J. Flynn (1925)
- The Best Bad Man, regia di J.G. Blystone (John G. Blystone) (1925)
- The Ancient Mariner, regia di Chester Bennett e Henry Otto (1925)

#### 1926
- The Johnstown Flood, regia di Irving Cummings (1926)
- The Dixie Merchant, regia di Frank Borzage (1926)
- Siberia, regia di Victor Schertzinger (1926)
- Black Paradise, regia di Roy William Neill (1926)
- The High Flyer, regia di Harry Joe Brown (1926)
- 30 Below Zero, regia di Robert P. Kerr e, non accreditato, Lambert Hillyer (1926)
- Obey the Law, regia di Alfred Raboch (1926)

#### 1927
- Notte di Capodanno a New-York (Wolf's Clothing), regia di Roy Del Ruth (1927)
- Hawk of the Hills, regia di Spencer Gordon Bennet - serial (1927)
- Sally in Our Alley, regia di Walter Lang (1927)
- The Girl from Chicago, regia di Ray Enright (1927)
- Brass Knuckles, regia di Lloyd Bacon (1927)

#### 1928
- Rinty of the Desert, regia di D. Ross Lederman (1928)
- Glorious Betsy, regia di Alan Crosland (1928)
- City of Purple Dreams, regia di Duke Worne (1928)
- The Chinatown Mystery, regia di J.P. McGowan (1928)
- George Washington Cohen, regia di George Archainbaud (1928)
- The Candy Kid, regia di David Kirkland (1928)

#### 1929
- Redskin, regia di Victor Schertzinger (1929)
- Hawk of the Hills, regia di Spencer Gordon Bennet (1929)
- The Black Book (serial), regia di Spencer Gordon Bennet e Thomas Storey (1929)
- Tarzan the Tiger, regia di Henry MacRae (1929)

#### 1930
- The Second Floor Mystery, regia di Roy Del Ruth (1930)
- Agente segreto Z1 (Three Faces East), regia di Roy Del Ruth (1930)
- Whoopee!, regia di Thornton Freeland (1930)

#### 1931
- Sea Devils, regia di Joseph Levering (1931)
- Disonorata (Dishonored), regia di Josef von Sternberg (1931)
- Die große Fahrt, regia di Lewis Seiler e Raoul Walsh (1931)
- Quick Millions, regia di Rowland Brown (1931)
- Defenders of the Law, regia di Joseph Levering (1931)
- First Aid, regia di Stuart Paton (1931)
- The Montana Kid, regia di Harry L. Fraser (1931)
- I Like Your Nerve, regia di William C. McGann (1931)
- Ambassador Bill, regia di Sam Taylor (1931)
- I moschettieri del West (Cavalier of the West), regia di John P. McCarthy (1931)
- Frankenstein, regia di James Whale (1931)

#### 1932
- Docks of San Francisco, regia di George B. Seitz (1932)
- The Man Who Played God, regia di John G. Adolfi (1932)
- Police Court, regia di Louis King (1932)
- Sin's Pay Day, regia di George B. Seitz (1932)
- Doomed Battalion co-regia Luis Trenker, Cyril Gardner, Karl Hartl (1932)
- The Dark Horse, regia di Alfred E. Green (1932)
- The Crooked Circle, regia di H. Bruce Humberstone (1932)
- Scarlet Dawn, regia di William Dieterle (1932)
- Il re dell'arena (The Kid from Spain), regia di Leo McCarey (1932)
- The Devil Is Driving, regia di Benjamin Stoloff (1932)

#### 1933
- The King's Vacation, regia di John G. Adolfi (1933)
- Il vampiro (The Vampire Bat), regia di Frank Strayer (1933)
- Uomini nello spazio (Parachute Jumper), regia di Alfred E. Green (1933)
- Papà cerca moglie (A Bedtime Story), regia di Norman Taurog (1933)
- Life in the Raw, regia di Louis King (1933)
- Il cantico dei cantici (The Song of Songs), regia di Rouben Mamoulian (1933)
- Catturato (Captured!), regia di Roy del Ruth (1933)
- Narcotic, regia di Dwain Esper e Vival Sodar't (1933)
- Labbra traditrici (My Lips Betray), regia di John G. Blystone (1933)
- Il pugnale cinese (The Kennel Murder Case), regia di Michael Curtiz (1933)
- Havana Widows, regia di Ray Enright (1933)

#### 1934
- Bolero, regia di Wesley Ruggles e Mitchell Leisen (1934)
- Journal of a Crime, regia di William Keighley (1934)
- The Black Cat, regia di Edgar G. Ulmer (1934)
- L'isola degli agguati (Murder in Trinidad), regia di Louis King (1934)
- Sword of the Arab – cortometraggio (1934)
- Zampa di gatto (The Cat's-Paw), regia di Sam Taylor e (non accreditato) Harold Lloyd (1934)
- The Firebird, regia di William Dieterle (1934)
- Gentlemen Are Born, regia di Alfred E. Green (1934)
- I Am a Thief, regia di Robert Florey (1934)
- Il grande Barnum (The Mighty Barnum), regia di Walter Lang (1934)
- Sweet Adeline, regia di Mervyn LeRoy (1934)

#### 1935
- The White Cockatoo, regia di Alan Crosland (1935)
- Sweet Music, regia di Alfred E. Green (1935)
- Il sapore di un bacio (Traveling Saleslady), regia di Ray Enright (1935)
- The Florentine Dagger, regia di Robert Florey (1935)
- Gypsy Sweetheart, regia di Ralph Staub (1935)
- Dinky, regia di Howard Bretherton e D. Ross Lederman (1935)
- La lampada cinese (Oil for the Lamps of China), regia di Mervyn LeRoy (1935)
- Il ponte (Stranded), regia di Frank Borzage (1935)
- Going Highbrow, regia di Robert Florey (1935)
- Front Page Woman, regia di Michael Curtiz (1935)
- Il re della risata (Bright Lights), regia di Busby Berkeley (1935)
- We're in the Money, regia di Ray Enright (1935)
- Keystone Hotel, regia di Ralph Staub – cortometraggio (1935)
- L'ammiraglio (Shipmates Forever), regia di Frank Borzage (1935)
- Il dottor Socrate (Dr. Socrates), regia di William Dieterle (1935)
- The Payoff, regia di Robert Florey (1935)
- Moonlight on the Prairie, regia di D. Ross Lederman (1935)
- Capitan Blood (Captain Blood), regia di Michael Curtiz (1935)

#### 1936
- L'ombra che cammina (The Walking Dead), regia di Michael Curtiz (1936)
- Colleen, regia di Alfred E. Green (1936)
- I Married a Doctor, regia di Archie Mayo (1936)
- Times Square Playboy, regia di William C. McGann (1936)
- Treachery Rides the Range, regia di Frank McDonald (1936)
- The Law in Her Hands, regia di William Clemens (1936)
- L'angelo bianco (The White Angel), regia di William Dieterle (1936)
- Hot Money, regia di William C. McGann (1936)
- La tigre del Bengala (Bengal Tiger), regia di Louis King (1936)
- Jailbreak, regia di Nick Grinde (1936)
- Trailin' West, regia di Noel M. Smith (1936)
- Caino e Adele (Cain and Mabel), regia di Lloyd Bacon (1936)
- La carica dei seicento (The Charge of the Light Brigade), regia di Michael Curtiz (1936)
- Here Comes Carter, regia di William Clemens (1936)
- Il mistero del gatto grigio (The Case of the Black Cat), regia di William C. McGann (1936)
- Ambizione (Come and Get It), regia di Howard Hawks e Richard Rosson (1936)
- King of Hockey, regia di Noel M. Smith (1936)
- Give Me Liberty , regia di B. Reeves Eason (1936)
- Sing Me a Love Song, regia di Ray Enright (1936)

#### 1937
- Smart Blonde, regia di Frank McDonald (1937)
- The Great O'Malley, regia di William Dieterle (1937)
- Under Southern Stars, regia di Nick Grinde (1937)
- Tradimento (Her Husband's Secretary), regia di Frank McDonald (1937)
- Midnight Court, regia di Frank McDonald (1937)
- Land Beyond the Law, regia di B. Reeves Eason (1937)
- Men in Exile, regia di John Farrow (1937)
- The Romance of Robert Burns, regia di Crane Wilbur (1937)
- Le cinque schiave (Marked Woman), regia di Lloyd Bacon e (non accreditato) Michael Curtiz (1937)
- Melody for Two , regia di Louis King (1937)
- The Cherokee Strip, regia di Noel M. Smith (1937)
- La miniera maledetta (Draegerman Courage), regia di Louis King (1937)
- Charlie Chan alle Olimpiadi (Charlie Chan at the Olympics), regia di H. Bruce Humberstone (1937)
- Il nemico dell'impossibile (The Go Getter), regia di Busby Berkeley (1937)
- San Quentin, regia di Lloyd Bacon (1937)
- L'uomo di bronzo (Kid Galahad), regia di Michael Curtiz (1937)
- The Road Back, regia di James Whale (1937)
- La vittima sommersa (The Case of the Stuttering Bishop), regia di William Clemens (1937)
- Il tesoro del dirigibile (Fly Away Baby), regia di Frank McDonald (1937)
- Alta tensione (Slim), regia di Ray Enright (1937)
- Little Pioneer, regia di Bobby Connolly (1937)
- Dance Charlie Dance, regia di Frank McDonald (1937)
- Confession, regia di Joe May (1937)
- The Littlest Diplomat, regia di Bobby Connolly (1937)
- Prairie Thunder, regia di B. Reeves Eason (1937)
- Back in Circulation, regia di Ray Enright (1937)
- Sottomarino D-1
- Artiglio di velluto (Missing Witnesses), regia di William Clemens (1937)
- She Loved a Fireman, regia di John Farrow (1937)

#### 1938
- Stella del Nord (Happy Landing), regia di Roy Del Ruth (1938)
- Romance Road, regia di Bobby Connolly (1938)
- He Couldn't Say No, regia di Lewis Seiler (1938)
- Torchy Blane in Panama, regia di William Clemens (1938)
- L'accusatore segreto (International Crime), regia di Charles Lamont (1938)
- Mystery House, regia di Noel M. Smith (1938)
- Gold Diggers in Paris, regia di Ray Enright (1938)
- Men Are Such Fools, regia di Busby Berkeley (1938)
- When Were You Born, regia di William C. McGann (1938)
- Port of Seven Seas, regia di James Whale (1938)
- Racket Busters, regia di Lloyd Bacon (1938)
- Penrod's Double Trouble, regia di Lewis Seiler (1938)
- La valle dei giganti (Valley of the Giants), regia di William Keighley (1938)
- Hard to Get, regia di Ray Enright (1938)
- Sharpshooters, regia di James Tinling (1938)
- Nel cuore del Nord (Heart of the North), regia di Lewis Seiler (1938)

#### 1939
- King of the Underworld, regia di Lewis Seiler (1939)
- Devil's Island di William Clemens (1939)
- Hanno fatto di me un criminale (They Made Me a Criminal), regia di Busby Berkeley (1939)
- Spregiudicati (Idiot's Delight), regia di Clarence Brown (1939)
- Torchy Blane in Chinatown, regia di William Beaudine (1939)
- Nancy Drew... Reporter, regia di William Clemens (1939)
- Yes, My Darling Daughter, regia di William Keighley (1939)
- Secret Service of the Air, regia di Noel M. Smith (1939)
- On Trial, regia di Terry O. Morse (1939)
- Women in the Wind, regia di John Farrow (1939)
- The Kid from Kokomo, regia di Lewis Seiler (1939)
- Code of the Secret Service, regia di Noel M. Smith (1939)
- Profughi dell'amore (Daughters Courageous), regia di Michael Curtiz (1939)
- Morire all'alba (Each Dawn I Die), regia di William Keighley (1939)
- Torchy Blane.. Playing with Dynamite, regia di Noel M. Smith (1939)
- Angeli senza cielo (The Angels Wash Their Faces), regia di Ray Enright (1939)
- Nancy Drew and the Hidden Staircase, regia di William Clemens (1939)
- Slapsie Maxie's, regia di Noel M. Smith (1939)
- Dust Be My Destiny, regia di Lewis Seiler (1939)
- On Your Toes, regia di Ray Enright (1939)
- Belve su Berlino (Hitler - Beast of Berlin), regia di Sherman Scott (1939)
- The Monroe Doctrine, regia di Crane Wilbur – cortometraggio (1939)
- Servizio della morte (Smashing the Money Ring), regia di Terry O. Morse (1939)
- Il ritorno del dottor X (The Return of Doctor X), regia di Vincent Sherman (1939)
- Four Wives, regia di Michael Curtiz (1939)

#### 1940
- British Intelligence, regia di Terry O. Morse (1940)
- Trovarsi ancora (Til We Meet Again), regia di Edmund Goulding (1940)
- King of the Lumberjacks, regia di William Clemens (1940)
- Saturday's Children, regia di Vincent Sherman (1940)
- Flight Angels, regia di Lewis Seiler (1940)
- Murder in the Air, regia di Lewis Seiler (1940)
- A Fugitive from Justice, regia di Terry O. Morse (1940)
- River's End, regia di Ray Enright (1940)
- Money and the Woman, regia di William K. Howard (1940)
- Calling All Husbands, regia di Noel M. Smith (1940)
- Non è tempo di commedia (No Time for Comedy), regia di William Keighley (1940)
- La città del peccato (City for Conquest), regia di Anatole Litvak e, non accreditato, Jean Negulesco (1940)
- Knute Rockne All American, regia di Lloyd Bacon, William K. Howard (1940)
- Non desiderare la donna d'altri (They Knew What They Wanted), regia di Garson Kanin (1940)
- Always a Bride, regia di Noel M. Smith (1940)
- She Couldn't Say No, regia di William Clemens (1940)

#### 1941
- Flight from Destiny, regia di Vincent Sherman (1941)
- Shadows on the Stairs, regia di D. Ross Lederman (1941)
- Arriva John Doe (Meet John Doe), regia di Frank Capra (1941)
- A Shot in the Dark, regia di William C. McGann (1941)
- Shining Victory, regia di Irving Rapper (1941)
- Underground, regia di Vincent Sherman (1941)
- I tre moschettieri del Missouri (Bad Men of Missouri), regia di Ray Enright (1941)
- Three Sons o' Guns, regia di Benjamin Stoloff (1941)
- Highway West, regia di William C. McGann (1941)
- Fulminati (Manpower), regia di Raoul Walsh (1941)
- Dangerously They Live, regia di Robert Florey (1941)

#### 1942
- Sesta colonna (All Through the Night), regia di Vincent Sherman (1942)
- Ultima ora (Murder in the Big House), regia di B. Reeves Eason (1942)
- Ribalta di gloria (Yankee Doodle Dandy), regia di Michael Curtiz (1942)
- Secret Enemies, regia di Benjamin Stoloff (1942)
- Busses Roar, regia di D. Ross Lederman (1942)
- You Can't Escape Forever, regia di Jo Graham (1942)
- Casablanca, regia di Michael Curtiz (1942)

#### 1943
- The Hard Way, regia di Vincent Sherman (1943)
- Mission to Moscow, regia di Michael Curtiz (1943)
- Convoglio verso l'ignoto (Action in the North Atlantic), regia di Lloyd Bacon (1943)
- Oklahoma Outlaws, regia di B. Reaves Eason – cortometraggio (1943)

#### 1944
- Bombe su Varsavia (In Our Time), regia di Vincent Sherman (1944)
- Al chiaro di luna (Shine on Harvest Moon), regia di David Butler (1944)
- Tre giorni di gloria (Uncertain Glory), regia di Raoul Walsh (1944)
- Il pilota del Mississippi (The Adventures of Mark Twain), regia di Irving Rapper (1944)
- I cospiratori (The Conspirators), regia di Jean Negulesco (1944)

#### 1945
- Il capitano di Koepenick (I Was a Criminal ), regia di Richard Oswald (1945)
- Roughly Speaking, regia di Michael Curtiz (1945)
- Berlino Hotel (Hotel Berlin), regia di Peter Godfrey (1945)
- Il romanzo di Mildred (Mildred Pierce), regia di Michael Curtiz (1945)
- Delitti senza sangue (Danger Signal), regia di Robert Florey (1945)
- Saratoga (Saratoga Trunk), regia di Sam Wood (1945)
- Duello a S. Antonio (San Antonio), regia di David Butler e, non accreditati, Robert Florey e Raoul Walsh (1945)

#### 1946
- Quella di cui si mormora (My Reputation), regia di Curtis Bernhardt (1946)
- L'anima e il volto (A Stolen Life), regia di Curtis Bernhardt (1946)
- Tragico destino (Her Kind of Man), regia di Frederick de Cordova (1946)
- ...e un'altra notte ancora (One More Tomorrow), regia di Peter Godfrey (1946)
- Two Guys from Milwaukee, regia di David Butler (1946)
- Maschere e pugnali (Cloak and Dagger), regia di Fritz Lang (1946)
- So You Want to Play the Horses, regia di Richard L. Bare – cortometraggio (1946)
- So You Want to Keep Your Hair, regia di Richard L. Bare – cortometraggio (1946)
- Il segreto del medaglione (The Locket), regia di John Brahm (1946)
- Perdutamente (Humoresque), regia di Jean Negulesco (1946)
- L'ora, il luogo e la ragazza (The Time, the Place and the Girl), regia di David Butler (1946)

#### 1947
- Le donne erano sole (The Unfaithful), regia di Vincent Sherman (1947)
- That Way with Women, regia di Frederick de Cordova (1947)
- La valle del sole (Stallion Road), regia di James V. Kern e, non accreditato, Raoul Walsh (1947)
- Love and Learn, regia di Frederick De Cordova (1947)
- La storia di Pearl White (The Perils of Pauline), regia di George Marshall (1947)
- So You're Going on a Vacation (1947)
- Il grido del lupo (Cry Wolf), regia di Peter Godfrey (1947)
- La fuga (Dark Passage), regia di Delmer Daves (1947)
- Always Together, regia di Frederick De Cordova (1947)
- My Wild Irish Rose, regia di David Butler (1947)

#### 1948
- So You Want an Apartment, regia di Richard L. Bare – cortometraggio (1948)
- So You Want to Be a Gambler, regia di Richard L. Bare – cortometraggio (1948)
- April Showers, regia di James V. Kern (1948)
- La donna del traditore (To the Victor), regia di Delmer Daves (1948)
- Scandalo internazionale (A Foreign Affair), regia di Billy Wilder (1948)
- Embraceable You, regia di Felix Jacoves (1948)
- Allarme polizia! (Smart Girls Don't Talk), regia di Richard L. Bare (1948)
- Le avventure di Don Giovanni (Adventures of Don Juan), regia di Vincent Sherman (1948)

#### 1949
- La sposa rubata (John Loves Mary), regia di David Butler (1949)
- A Kiss in the Dark, regia di Delmer Daves (1949)
- I fratelli di Jess il bandito (The Younger Brothers), regia di Edwin L. Marin (1949)
- Sempre più notte (Night Unto Night), regia di Don Siegel (1949)
- La foglia di Eva (The Girl from Jones Beach), regia di Peter Godfrey (1949)
- Always Leave Them Laughing, regia di Roy Del Ruth (1949)

#### 1950
- Intermezzo matrimoniale (Perfect Strangers), regia di Bretaigne Windust (1950)
- So You Think You're Not Guilty, regia di Richard L. Bare – cortometraggio (1950)

#### 1951
- La setta dei tre K (Storm Warning), regia di Stuart Heisler (1951)
- La città è salva (The Enforcer), regia di Bretaigne Windust (1951)
- Delitto per delitto (Strangers on a Train), regia di Alfred Hitchcock (1951)
- Gli uomini perdonano (Tomorrow Is Another Day), regia di Felix E. Feist (1951)
- Alcool (Come Fill the Cup), regia di Gordon Douglas (1951)

#### 1952
- The Winning Team, regia di Lewis Seiler (1952)
- The Story of Will Rogers, regia di Michael Curtiz (1952)

### Regista
- The Life of Buffalo Bill (1912)

## Galleria d'immagini

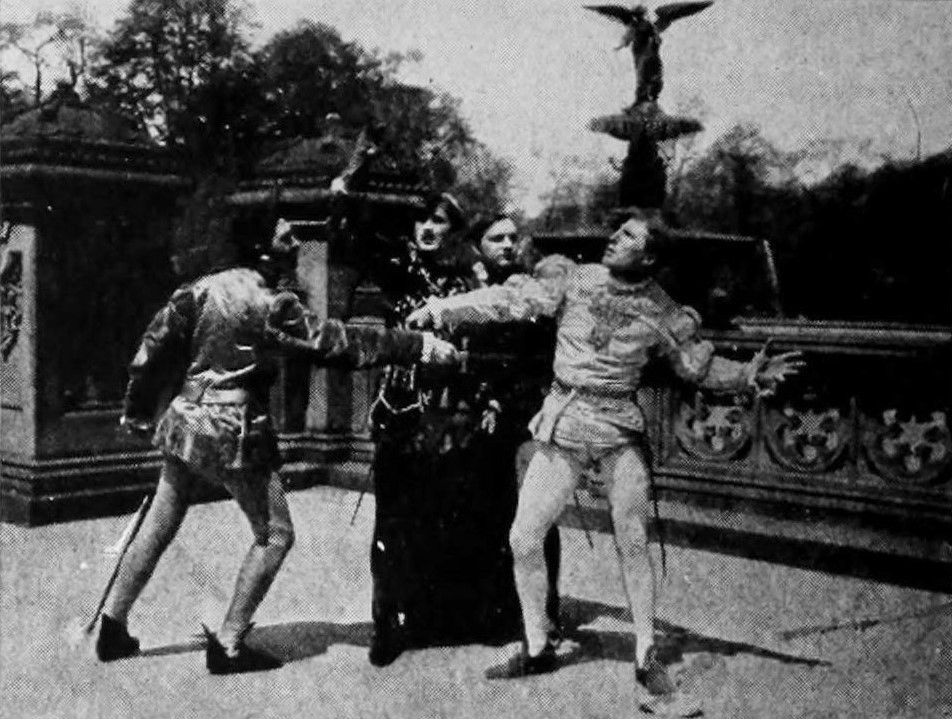
Romeo and Juliet (1908)
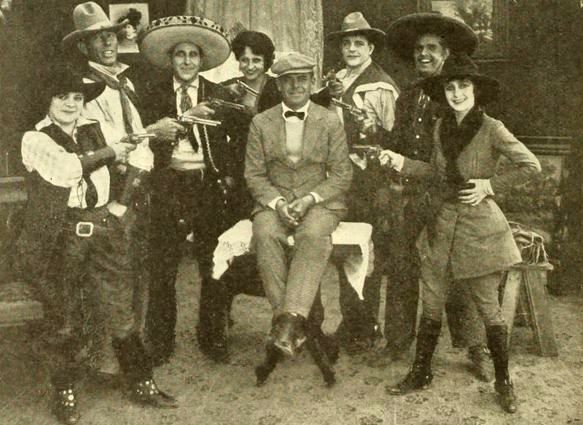
Il cavaliere mascherato (1919)
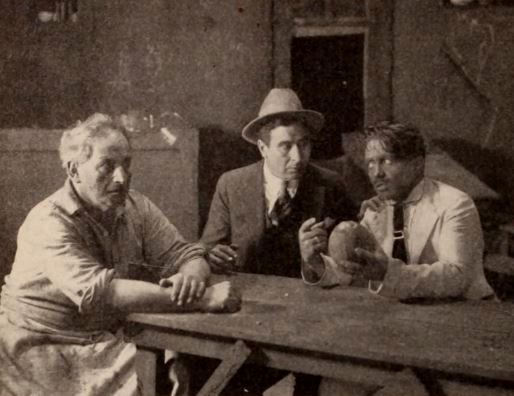
The Mystery Mind (1920)
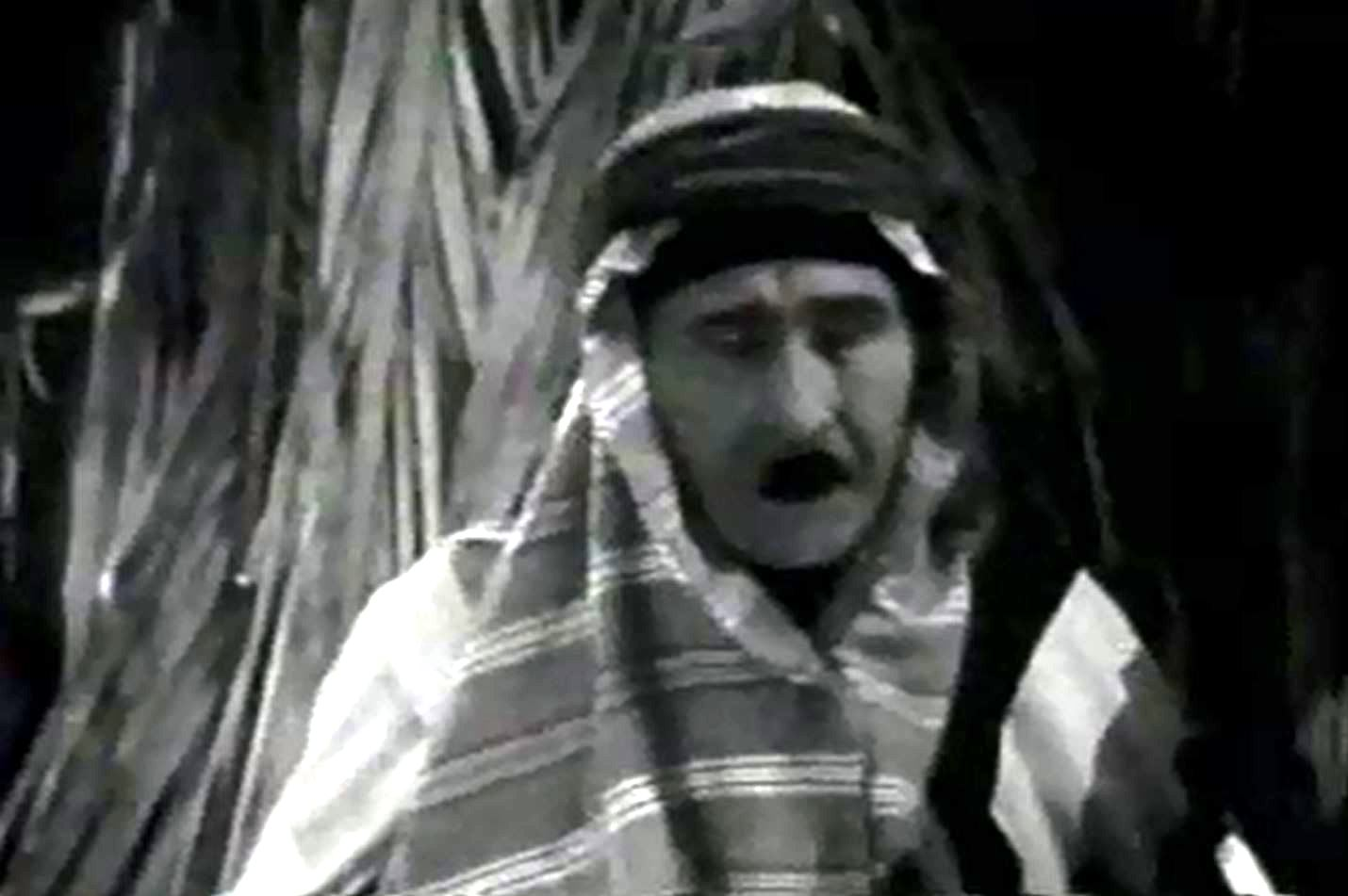
Tarzan and the Tiger (1929)